# حركة المثنى الإسلامية
حركة المثنى الإسلامية هي جماعة سورية معارضة إسلامية سلفية مستقلة يقع مقرها في درعا وتنشط خلال الحرب الأهلية السورية. تشكلت في عام 2012 تحت اسم «كتيبة المثنى بن حارثة قاهر الفرس» وقد توسعت لتصبح مجموعة كبيرة. كما وصفتها صحيفة السفير بأنها «واحدة من أقوى الفصائل المسلحة في درعا».
وقد انضمت المجموعة إلى غرف عمليات متعددة. وعملت من أحرار الشام تدعى لواء الحرمين وجبهة النصرة في يوليو عام 2013. عملت المجموعة مع وحدة أخرى من أحرار الشام هي أكناف بيت المقدس، فضلاً عن ثلاث مجموعات إسلامية أخرى في 20 أكتوبر 2013. وانضمت الحركة إلى غرفة عمليات مع سائر الجماعات الإسلامية المتشددة في درعا يوم 3 مارس 2015 شملت ايضًا جبهة النصرة، أحرار الشام وأنصار بيت المقدس.
على الرغم من أن المجموعة تعتبر من المقربين لجبهة النصرة، صدرت تقارير أعلنت تأييدها لتنظيم الدولة الإسلامية في مارس عام 2015. انخرطت لاحقاً في صراع مع لواء المعتز بالله المنحاز للجيش السوري الحر. لكن مع ذلك، ساندت الجيش السوري الحر أثناء سيطرته على بصرى في 25 مارس 2015.